# Хојвајлер
Хојвајлер (њем. Heuweiler) општина је у њемачкој савезној држави Баден-Виртемберг. Једно је од 50 општинских средишта округа Брајсгау-Хохшварцвалд. Према процјени из 2010. у општини је живјело 1.020 становника. Посједује регионалну шифру (AGS) 8315051.

## Географски и демографски подаци
Хојвајлер се налази у савезној држави Баден-Виртемберг у округу Брајсгау-Хохшварцвалд. Општина се налази на надморској висини од 268 метара. Површина општине износи 4,0 km². У самом мјесту је, према процјени из 2010. године, живјело 1.020 становника. Просјечна густина становништва износи 253 становника/km².

## Међународна сарадња
| Мјесто       | Држава    | Врста сарадње | Од    |
| ------------ | --------- | ------------- | ----- |
| Бјеруњ       | Пољска    | партнерство   | 1997. |
| Мен сир Лоар | Француска | партнерство   | 1987. |
| Извор        |           |               |       |